# Air Transat
Air Transat és una aerolínia canadenca líder al seu país. Pertany al grup Transat A.T. Inc. Transporta a 3 milions de passatgers aproximadament cada any. Ofereix més de 90 destinacions, en 25 països. Té la seu principal a l'aeroport internacional Pierre Trudeau de Mont-real, al Canadà.